# Hans Kratzert (Regisseur)

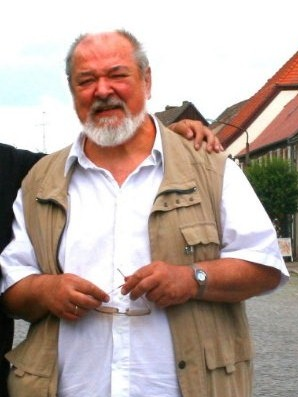
Hans Kratzert (2008)

Hans Kratzert (* 3. Februar 1940 in Heerwegen, Landkreis Glogau, Provinz Niederschlesien; † 15. August 2023) war ein deutscher Filmregisseur und Drehbuchautor.

## Leben
Nach dem Zweiten Weltkrieg wurde Kratzert mit seiner Mutter aus der Tschechoslowakei vertrieben, in die sie bei Kriegsende gelangt waren. Er wuchs nach der Ausweisung aus der Tschechoslowakei und der Scheidung seiner Eltern mit seinen drei Geschwistern bei seiner Mutter in der Altmark auf.
Während seiner Schulzeit wirkte Kratzert als Darsteller in Bühnenaufführungen von William Shakespeare, Bertolt Brecht und Wladimir Wladimirowitsch Majakowski mit.
Nach dem Abitur auf der Internatsoberschule Beetzendorf bewarb er sich an der Filmhochschule Potsdam, wurde aber als zu jung abgelehnt. Daraufhin leistete er seinen Grundwehrdienst in der NVA der DDR. Im Jahr 1960 bewarb er sich erfolgreich an der Filmhochschule in Potsdam und begann mit einem Studium im Fachbereich Regie. Im Jahr 1964 erhielt er sein Diplom mit dem Film Abenteurer und arbeitete danach bei Kurt Maetzig als Regieassistent.
Sein erster Spielfilm wurde 1968 nach einer Geschichte von Franz Wysbar der Kriminalfilm Mord am Montag. Nach diesem Film wurde Kratzert von den Dramaturginnen Gudrun Deubener und Inge Wüste der Künstlerischen Arbeitsgruppe „Kinder- und Jugendfilm“ des DEFA-Studios für Spielfilme gefragt, ob er Kinderfilme drehen würde. Kratzert sagte zu und wurde bald zu einem der erfolgreichsten Kinderfilmregisseure der DEFA. Zunächst drehte er für Erwachsene Indianerfilme und einen Film über das Leben nach dem Zweiten Weltkrieg. Von 1974 bis 1989 konzentrierte sich Kratzert vorwiegend auf Kinderfilme. Sein letzter Film wurde Der Drache Daniel, welcher 1989 in Wusterhausen/Dosse realisiert wurde.
Mit der Abwicklung der DEFA wurde Kratzert gekündigt. Zunächst arbeitslos, stellte er für verschiedene kleine Filmfirmen Dokumentar- und Videofilme her. Später erstellte er für den Verein Pro Brandenburg Videoreportagen über die Region.
Kratzert veröffentlichte mehrere Schriften zum Thema Kinderfilm und gehörte der Arbeitsgruppe Kinderfilm in der Sektion Spielfilm des Verbandes der Film- und Fernsehschaffenden der DDR an.
Hans Kratzert war verheiratet, lebte zunächst in Potsdam und ab 2000 in Falkensee. Er starb am 15. August 2023 im Alter von 83 Jahren.

## Filmografie

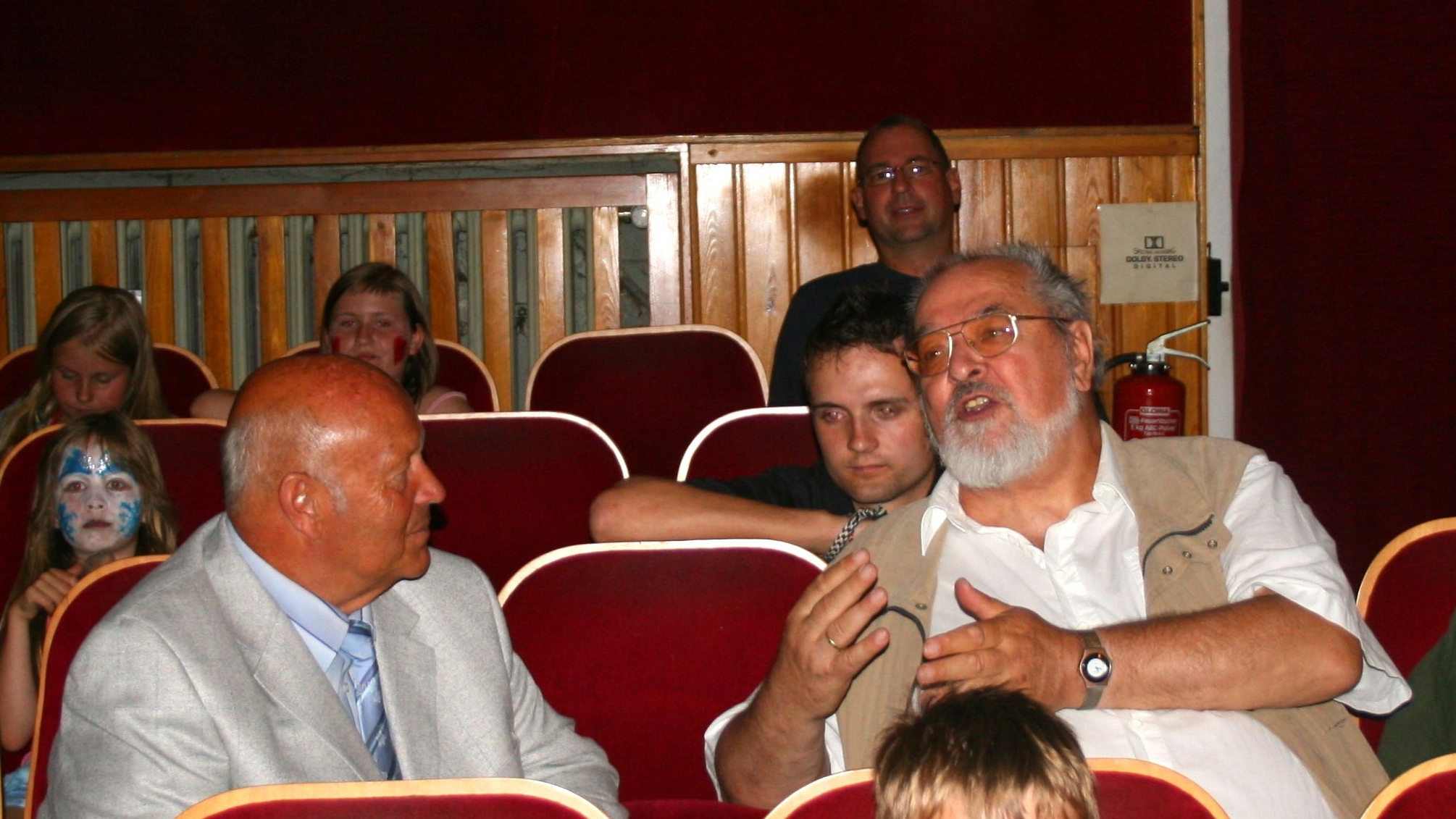
Film-Fest Wusterhausen/Dosse (2008)

- 1967: Das Mädchen auf dem Brett (Regieassistenz, Darsteller)
- 1968: Mord am Montag (Regie)
- 1970: Weil ich dich liebe … (Co-Regie)
- 1970: Morgen ist schon heute (Regie)
- 1970: Wir kaufen eine Feuerwehr (Regie und Drehbuch)
- 1972: Tecumseh (Regie)
- 1972: Trotz alledem! (Regieassistenz)
- 1973: Der Wüstenkönig von Brandenburg (Regie und Drehbuch)
- 1974: Hans Röckle und der Teufel (Regie und Drehbuch)
- 1975: Niemandsland (Regie und Drehbuch)
- 1977: Ottokar der Weltverbesserer (Regie)
- 1978: Ein Sonntagskind, das manchmal spinnt (Regie, Darsteller)
- 1978: Ein Kolumbus auf der Havel (Regie)
- 1980: Mein Vater Alfons (Regie und Drehbuch)
- 1983: Taubenjule (Regie)
- 1987: Der Schwur von Rabenhorst (Regie und Drehbuch)
- 1989: Der Drache Daniel (Regie und Drehbuch)
- 1991: Luv und Lee (Regieassistenz bei 7 Folgen, Fernsehserie)

## Auszeichnungen
- 1971: Preis des Ministeriums für Kultur für Wir kaufen eine Feuerwehr als Bester Spielfilm für Kinder im Rahmen der 4. Kinder und Jugendfilmwoche der DDR
- 1974: Bester ausländischer Film für Hans Röckle und der Teufel im Rahmen der Filmtage der Werktätigen der Tschechoslowakei
- 1974: Beste Trickgestaltung für Hans Röckle und der Teufel; Viatec, Salerno, Italien
- 1978: Diplom des Ministers für Kultur für Ottokar der Weltverbesserer im Rahmen der 7. Kinder und Jugendfilmwoche der DDR
- 1978: Diplom der Kinderjury für Ottokar der Weltverbesserer im Rahmen der 7. Kinder und Jugendfilmwoche der DDR